# Christopher Judge
Douglas Christopher Judge (Los Angeles, 13. listopada 1964.) američki je glumac afričkog i cherokee podrijetla.

## Životopis
Judge je pohađao fakultet u Oregonu s nogometnom stipendijom kao igrač u Pacific Ten Conference. Jedna od prvih uloga bila mu je 1990. godine u seriji "MacGyver" s Richardom Deanom Andersonom. Njegova najpoznatija uloga vjerojatno je ona Teal'ca u seriji "Zvjezdana vrata SG-1", a u istoj je seriji režirao nekoliko epizoda. Posuđivao je glas u nekim crtanim filmovima i videoigrama, uključujući glas Magneta u animiranoj seriji "X-Men" te Zodaka u "He-Man and the Masters of the Universe".
Osim u seriji "Zvjezdana vata: SG-1", u ulozi T'elaca pojavljuje se i u seriji "Stargate Atlantis".
Oženjen je glumicom i modelom Giannom Patton. Ima četvero djece: Christophera, Camerona, Catrinu i Chloe.

## Filmografija
- Stargate: Continuum (2008.)
- Stargate: The Ark of Truth (2008.)
- Stargate Atlantis (2007.)
- Pasji doručak (2006.)
- Personal Effects (2005.)
- Andromeda (2003.)
- He-Man and the Masters of the Universe (2002.)
- Just Cause (2002.)
- Romantic Comedy 101 (2001.)
- Freedom (2001.)
- First Wave (2001.)
- Out of Line (2001.)
- Action Man (2000.)
- X-Men: Evolution (2000.)
- Zvjezdana vrata SG-1 (1997. – 2007.)
- Princ iz Bel Aira (1995.)
- Sirens (1994. – 1995.)
- House Party 2 (1991.)
- Cadence (1990.)
- Bird on a Wire (1990.)
- MacGyver (1990.)

## Vanjske poveznice
- IMDb profil